# Miglionico
Miglionico es un municipio situado en el territorio de la provincia de Matera, en Basilicata (Italia). Tiene una población estimada, a fines de octubre de 2021, de 2376 habitantes.

## Demografía
| Gráfica de evolución demográfica de Miglionico entre 1861 y 2021 |
|                                                                  |
| fuente ISTAT - elaboración gráfica a cargo de Wikipedia          |